# Porcellidium lecanoides
Porcellidium lecanoides är en kräftdjursart som beskrevs av Claus 1889. Porcellidium lecanoides ingår i släktet Porcellidium och familjen Porcellidiidae.

## Underarter
Arten delas in i följande underarter:
- P. l. lecanoides
- P. l. roscoffe